# Aldo Nadi
Aldo Nadi (Liorna, 29 d'abril de 1899 - Los Angeles, 10 de novembre de 1965) va ser un esgrimidor italià, que es feu famós durant els anys 1920, ja que fou aleshores un dels millors esgrimidors de la seva època.

## Biografia
Aldo Nadi nasqué a Liorna, població litoral de la Toscana, el 1899, fill d'un mestre d'armes que el formà molt jove alhora amb el seu germà gran Nedo Nadi. Aquest esdevingué també un gran campió, i fins i tot guanyà més medalles que Aldo (6 medalles d'or contra 3 per Aldo); nogensmenys es considera generalment que Aldo era millor esgrimidor.
El 1920, quan tenia 21 anys, va guanyar una medalla d'or amb cadascuna de les tres armes (sabre, espasa i floret) a les proves per equips i una medalla d'argent al sabre individual, quan va perdre contra el seu germà.
Aldo Nadi va emigrar el 1935 als Estats Units. Hi treballà com a entrenador fins al 1943, data en què va publicar un llibre sobre esgrima que es deia On Fencing. Va ser durant aquell mateix any que se'n va anar a Los Angeles, on continuà ensenyant. A més d'esportistes també va entrenar-hi diversos actors per a poder realitzar les escenes de combat a les pel·lícules hollywoodianes.
El 1955, Nadi escrigué un segon llibre, que eren les seves memòries The Living Sword: A Fencer's autobiography. Amb tot l'obra es publicà 30 anys després de la seva mort.
Aldo Nadi va morir a l'edat de 66 anys mentre dormia el 10 de novembre de 1965 a Los Angeles.